# Anacraga
Anacraga is een geslacht van vlinders van de familie Dalceridae.

## Soorten
- A. albescens Hopp, 1929
- A. citrina (Schaus, 1896)
- A. citrinopsis Dyar, 1927
- A. dulciola Dyar, 1914
- A. goes Schaus, 1910
- A. gugelmanni Dyar, 1916
- A. ingenescens Dyar, 1927
- A. mesoa (Druce, 1887)
- A. nana Dognin, 1920
- A. phasma Dyar, 1927
- A. phileterea Schaus, 1910
- A. rebella Schaus, 1911
- A. ria Dyar, 1910
- A. sofia Dyar, 1910
- A. sorocula Dyar, 1927